# Угольное (Оренбургская область)

Стелла на въезде в село

Уго́льное — село в Соль-Илецком районе Оренбургской области России. Административный центр Угольного сельсовета.

## География
Село расположено вблизи реки Илек (приток Урала), в 15 км от Соль-Илецка, недалеко от границы с Казахстаном.

## История
Село Уго́льное основано в 1821 году как станица Богуславская красноуфимскими казаками. Позднее село стало называться Уго́льное. Название села происходит от крутого берега, который углом вклинивается в долину реки Илек. По другой версии, на месте села в начале XIX века жгли древесный уголь для нужд Илецкого соляного промысла.
Главной достопримечательностью села Угольного является церковь Покрова Пресвятой Богородицы.

## Население
| 2010 |
| ---- |
| 807  |

## Известные уроженцы
- Арзамасцев, Александр Алексеевич (1906—1980) — профессор.

## Сельское хозяйство
В селе Уго́льное в фермерском хозяйстве занимаются возрождением казачьей породы лошадей.
Обширно развиты бахчевые, скотоводство, свиноводство, птицеводство, жители живут своим подворьем